# コンゴ民主共和国時間
|  | UTC+1 |
|  | UTC+2 |

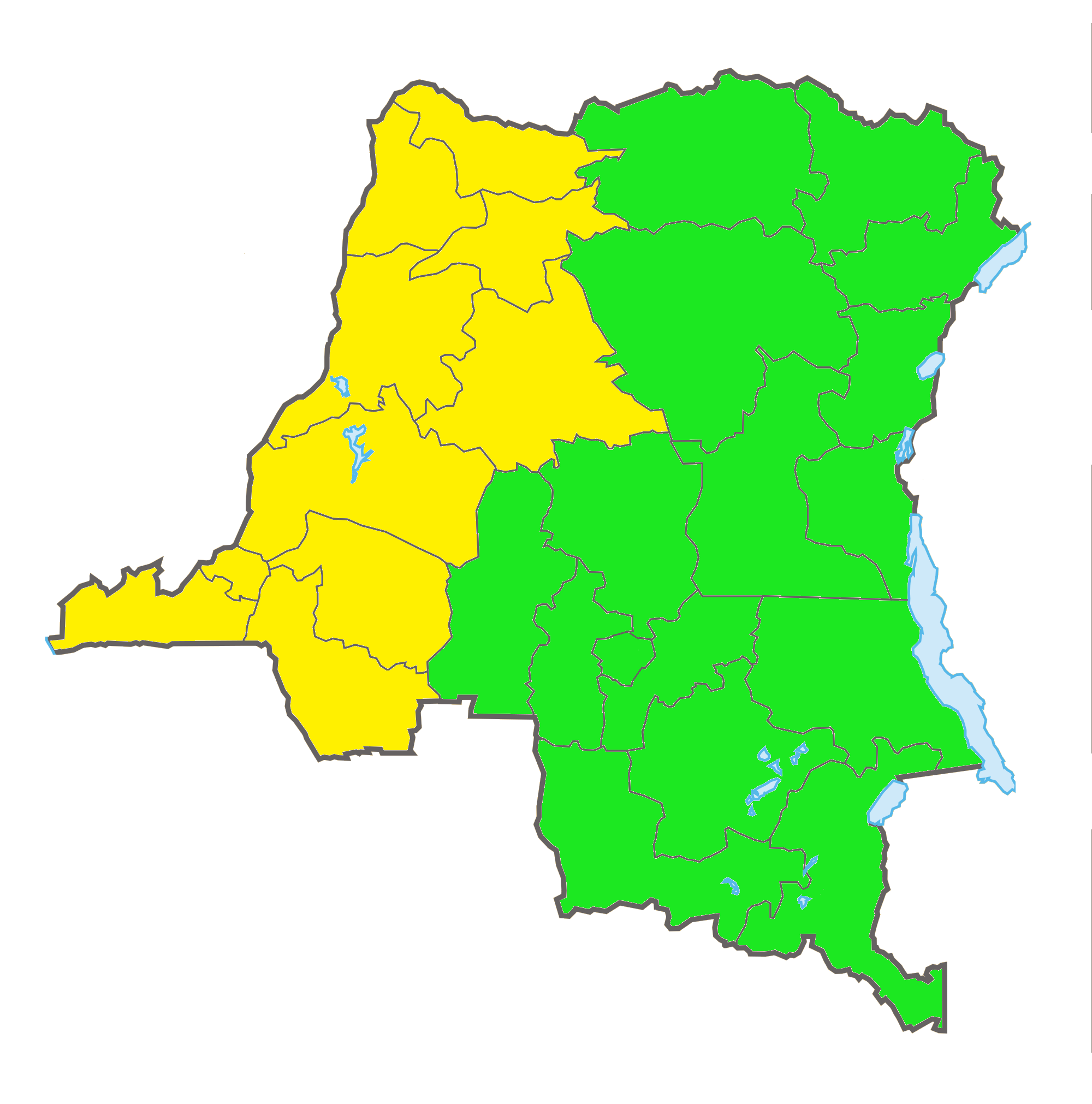

コンゴ民主共和国はアフリカ大陸で唯一複数の標準時を持つ国である。使用されているのは、UTC+1（西アフリカ時間）とUTC+2（中央アフリカ時間）である。いずれも夏時間は使用していない。地域別の時間帯は次の通りである。
- UTC+1（西部）
  - キンシャサ市
  - コンゴ中央州
  - クワンゴ州
  - クウィル州
  - マイ＝ンドンベ州
  - 北ウバンギ州
  - モンガラ州
  - 南ウバンギ州
  - 赤道州
  - ツアパ州
- UTC+2（東部）
  - カサイ州
  - 中央カサイ州
  - 東カサイ州
  - ロマミ州
  - サンクル州
  - マニエマ州
  - 南キヴ州
  - 北キヴ州
  - イトゥリ州
  - 高ウエレ州
  - ツォポ州
  - 低ウエレ州
  - タンガニーカ州
  - 上ロマミ州
  - ルアラバ州
  - 上カタンガ州

## IANAのTime Zone Database
IANAのTime Zone Databaseには、コンゴ民主共和国の標準時として以下の2つの時間帯が含まれている。
| 国コード | 座標        | 時間帯ID          | 注釈                     | 協定世界時との差 | 夏時間 | 備考                                        |
| -------- | ----------- | ----------------- | ------------------------ | ---------------- | ------ | ------------------------------------------- |
| CD       | −0418+01518 | Africa/Kinshasa   | コンゴ民主共和国（西部） | +01:00           | +01:00 | Africa/Lagos（ナイジェリア時間）へのリンク  |
| CD       | −1140+02728 | Africa/Lubumbashi | コンゴ民主共和国（東部） | +02:00           | +02:00 | Africa/Maputo（モザンビーク時間）へのリンク |